# 5873 Архілох
5873 Архілох (1989 SB3, 1979 OU15, 1979 QD7, 1992 OE1, 5873 Archilochos) — астероїд головного поясу, відкритий 26 вересня 1989 року.
Тіссеранів параметр щодо Юпітера — 3,639.